# En bid af historien
En bid af historien er et tv-program på TV 2, hvor Rasmus Bjerg og Hella Joof sammen tager igennem 6 forskellige tidsaldre og prøver at leve og spise som vores forfædre. Programmet havde premiere den 1. november 2016.
Tidsalderne i den første og eneste sæson er følgende:
- 1930'erne
- Vikingetiden
- 1970'erne
- Romantikken
- 1950'erne
- Renæssancen